# Matvéi Bronstein
Matvéi Petrovich Bronstein (en ruso: Матве́й Петро́вич Бронште́йн, Vínnitsa 29 de noviembre de 1906 – Leningrado, 18 de febrero de 1938) fue un físico teórico soviético, pionero de la gravedad cuántica,  autor de trabajos sobre astrofísica, semiconductores, electrodinámica cuántica y cosmología, así como de varios libros de divulgación científica para niños.

## Carrera y vida personal
Matvei Bronstein nació en una familia ruso-judía en Vinnitsa (actualmente, Ucrania) a finales de 1906, junto con su hermano gemelo Isidor. Sus antepasados vivieron dentro de la Zona de Asentamiento. Su padre, Pyotr, era médico y se formó en la Facultad de Medicina de la Universidad de Kiev. Vivió en su ciudad natal los primeros nueve años de vida.
En 1930 se graduó en la Facultad de Física de la Universidad de Leningrado, donde había ingresado en 1926, y el 1 de mayo de 1930 fue admitido en el Instituto Físico-Técnico A. F. Ioffe RAS (Phystech). También ocupó el cargo de profesor asociado en el Instituto Politécnico y en 1930 reemplazó al profesor Jacob I. Frenkel, que había sido enviado a Estados Unidos para impartir un curso de mecánica cuántica.
Cuando aún era estudiante, publicó varios trabajos sobre física teórica, uno de los cuales, que contenía una solución al problema de Schwarzschild sobre la temperatura superficial de las estrellas, fue publicado en 1929 en la publicación científica alemana Zeitschrift für Physik (Relación Hopf-Bronstein).
{\displaystyle T_{0}=\left({\sqrt {3}}/4\right)^{\frac {1}{4}}T_{E}.}
Esta fórmula determina la temperatura superficial de una estrella a partir de la temperatura efectiva ({\displaystyle T_{E}}).

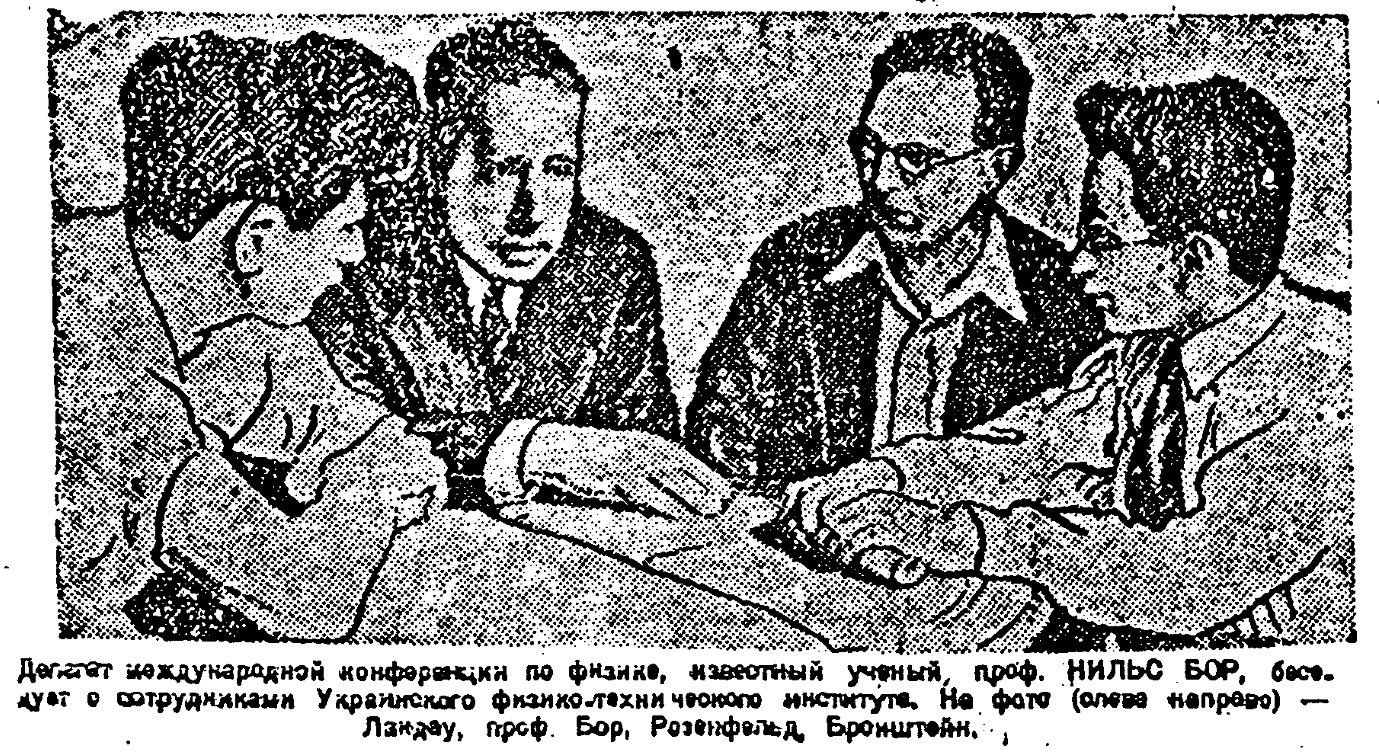
Los delegados de la conferencia internacional de física Niels Bohr y León Rosenfeld conversan con los miembros del Instituto Físico-Técnico de Ucrania. En la foto (de izquierda a derecha) - Landau, Bohr, Rosenfeld, Bronstein. (mayo de 1934, fotografía del periódico "El trabajador de Jarkov" (Харьковский рабочий)

Hacia 1934 se convirtió en el segundo marido de Lidia Chukovskaia, escritora, activista de derechos humanos y amiga de Andréi Sájarov. Lidia era hija del escritor judío Kornéi Chukovski.

### Cuantización de las ondas gravitacionales
Obtuvo el título de doctor en Ciencias Físicas y Matemáticas con una tesis sobre la Cuantización de ondas gravitacionales, que fue defendida en otoño de 1935.
Bronstein introdujo el esquema cGh para clasificar las teorías físicas, con el objetivo de unificar la relatividad especial (indicada en el nombre del esquema por su constante c (la velocidad de la luz), la gravitación (indicada por la constante gravitatoria G) y la mecánica cuántica (indicada por la constante de Planck h)
Bronstein presentó los resultados de su trabajo sobre la cuantificación de la gravedad en dos artículos: una versión breve en alemán: Quantentheorie schwacher Gravitationsfelder (Teoría cuántica de campos gravitacionales débiles) fechado en agosto de 1935, y una versión detallada - "Cuantización de ondas gravitacionales" fechada el 14 de diciembre de 1935. Bronstein, estableció que, a diferencia de lo que sucede en el electromagnetismo, los efectos cuánticos impiden la medición del campo gravitacional en áreas extremadamente reducidas. Este hallazgo constituye uno de los pilares de la gravedad cuántica, ya que sugiere la necesidad de ampliar las técnicas de cuantización.
Bronstein aportó dos avances notables en el ámbito cuántico:
1. Calculó la intensidad de la energía radiada cuando se emiten cuantos gravitacionales por un sistema material, y demostró que en el límite clásico ({\displaystyle \hbar \to 0}), la teoría cuántica de la gravedad concuerda con la teoría clásica: la ecuación cuántica de Bronstein se convierte en la ecuación clásica del cuadrupolo de Einstein.
2. Bronstein aplicó a la gravedad un concepto similar al que Dirac utilizó en la electrodinámica, idea que Fock y Podolsky desarrollaron en 1932 para derivar la fuerza de Coulomb desde la electrodinámica cuántica. De esta forma, Bronstein dedujo la ley de gravitación de Newton a partir de la ley de interacción cuántico-gravitacional. Además, destacó que, a pesar de la similitud en las fórmulas de Coulomb y Newton para la interacción entre un campo y una partícula, los signos opuestos de estas fuerzas se explican de manera coherente a través del formalismo general de la mecánica cuántica.[4]

### Detención y ejecución
En agosto de 1937, mientras vivía en su apartamento en 38 Rubinstein Street, San Petersburgo, Bronstein fue arrestado como parte de la Gran Purga. Fue condenado por un juicio de lista en febrero de 1938 y ejecutado el mismo día en una prisión de Leningrado. A su esposa le dijeron que había sido sentenciado a 10 años de campos de trabajo sin derecho a correspondencia.

### Legado y rehabilitación
Los libros infantiles de Bronstein "Materia solar" (Солнечное вещество), "Rayos X" (Лучи X), "Inventores de la radio" (Изобретатели радио) se volvieron a publicar después de que su reputación fuera rehabilitada póstumamente el 9 de mayo de 1957. En 1990, su esposa hizo erigir un monumento en el cementerio conmemorativo de Levashovo, donde se creía que había sido enterrado.
El Premio Bronstein en Gravedad Cuántica de Bucles, que fue instituido en la conferencia “Loops 11”, celebrada en Madrid en 2011 y cuyo ganador inaugural fue Eugenio Bianchi en 2013, se ofrece a académicos posdoctorales que estudien gravedad cuántica de bucles. Este premio también fue concedido en 2017 a la doctora española Mercedes Martín Benito.
Según indica Gorelik, el físico Arkady Migdal es uno de los alumnos de postgrado que supervisaba Bronstein en sus últimos años de vida.

## Materia Solar
Samuil Marshak, escritor y editor de libros para niños, buscó a Bronstein para escribir un libro de divulgación científica para adolescentes. Bronstein optó por describir el análisis espectral, pero se necesitaron muchos intentos, así como el consejo de Marshak, para determinar la mejor trama en la que la historia podría relatar la historia del helio.
Materia Solar (Солнечное вещество) se publicó por primera vez en la revista Koster en 1934 y luego en forma de libro en abril de 1936. después de lo cual Bronstein hizo una inscripción en una copia a L. Chukovskaya, su editora de estilo, "A mi querida Lida, sin la cual nunca hubiera podido escribir este libro". Más tarde, Chukovskaya escribió que la historia del helio se había entrelazado en su vida y la de Bronstein: “El trabajo en el libro nos acercó más. De hecho, el libro nos hizo casarnos". [cita requerida]

## Otras lecturas
- Gorelik Gennady, Frenkel, Victor, Матвей Петрович Бронштейн, Moscú, Nauka, 1990
- Gorelik Gennady, Frenkel, Victor, Matvei Petrovich Bronstein and Soviet Theoretical Physics in the Thirties, Birkhäuser Verlag, 1994
- Gorelik Gennady, 'Meine antisowjetische Taetigkeit...' Russische Physiker bajo Stalin. Vieweg, 1995
- Gorelik Gennady, Матвей Бронштейн и квантовая гравитация. К 70-летию нерешенной проблемы, Успехи физических наук 2005, No. 10
- Gorelik, Gennadiĭ E (31 de octubre de 2005). «Matvei Bronstein and quantum gravity: 70th anniversary of the unsolved problem». Physics-Uspekhi 48 (10): 1039-1053. ISSN 1063-7869. doi:10.1070/PU2005v048n10ABEH005820. Consultado el 10 de enero de 2022.
- Capítulo "Materia solar" (Solnechnoye veshestvo) en el libro "прочерк" (Procherk) de Lidya Chukovskaya, Vremya Время

- Datos: Q1226083
- Multimedia: Matvey Bronshtein / Q1226083